# Animal Town
Pour plus de détails, voir Fiche technique et Distribution.
Animal Town (애니멀 타운) est un film sud-coréen de Jeon Kyu-hwan, réalisé en 2009.

## Synopsis
Seong-cheul est un homme de parole, mais son bracelet électronique à la cheville lui rappelle ce qu’il est en réalité. Il veut devenir un autre homme. Il lutte contre ses démons intérieurs en menant une vie dure comme simple manœuvre dans le bâtiment, vivant dans un petit studio d’une barre d’immeubles promises à la démolition. Crise oblige, la fragilité de son équilibre est mise à l'épreuve lorsqu'il se voit forcé de travailler comme chauffeur de taxi. 
Kim Hyeong-do est un homme désespéré. Patron d'une petite imprimerie, il doit licencier l'un de ses deux employés. Il vit avec le souvenir d'un drame qui a brisé sa famille.

## Fiche technique
- Titre : Animal Town
- Titre original : 애니멀 타운
- Réalisation et scénario : Jeon Kyu-hwan
- Photograpgie : Kim Jin-kyung
- Montage : Han Jong-hoon, Park Hae-o
- Production : Choi Miae, Reuben Lim
- Production : Miae Choi et Reuben Lim
- Société de production : Threefilm et Lane Street Pictures
- Pays de production :  Corée du Sud,  États-Unis
- Langue : coréen
- Genre : Drame
- Durée : 97 minutes
- Dates de sortie : 
  - Espagne : 18 septembre 2009 (Première au festival du film de San Sebastián)
  - France : 30 janvier 2010 (festival du film asiatique de Vesoul)
  - Suisse : 13 février 2010 (festival du film noir)

## Distribution
- Lee Joon-hyuk : Seong-cheul
- Oh Seong-tae : Kim Hyeong-do

## Analyse
Par petite touches, le réalisateur nous amène  à découvrir les failles et les causes de la souffrance de ces deux hommes et les événements qui ont lié leurs vies. Pulsions animales, inhumanité de la ville, ce n'est pas par hasard qu'un animal sauvage aussi violent qu'un sanglier provoque le dénouement brutal.
« Certaines personnes font du mal à d’autres, et certaines en souffrent. Tous les gens font semblant d’ignorer la souffrance autour d’eux car nous vivons dans une ville bestiale.» Jeon Kyu-hwan.

## Récompenses
Le film a reçu en 2010 le prix du jury NETPAC au 16e FICA de Vesoul.